# U-Bahnhof Hoheluftbrücke

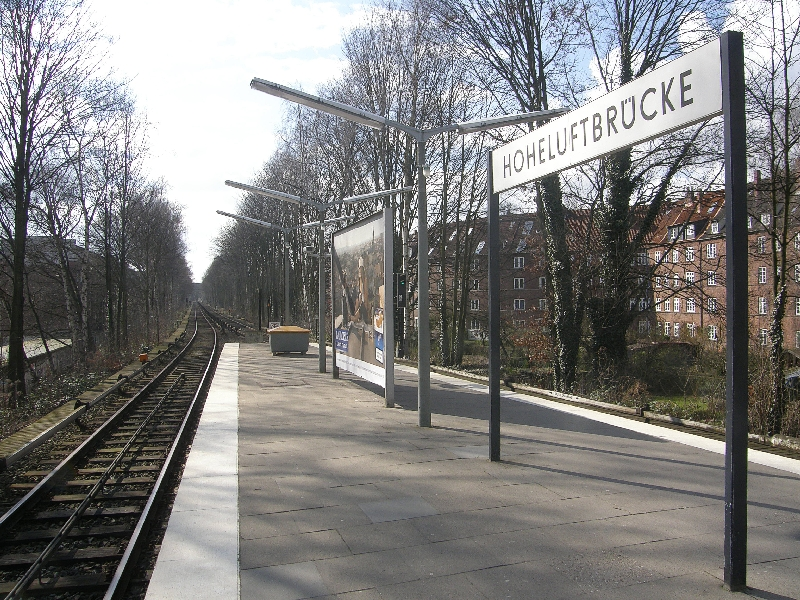
Bahnsteig Blickrichtung Schlump

Der U-Bahnhof Hoheluftbrücke ist eine Haltestelle der Hamburger U-Bahn-Linie U3 am nördlichen Rand des Stadtteils Harvestehude. Die Haltestelle liegt südwestlich der namensgebenden Hoheluftbrücke, mit der die Hoheluftchaussee über den Isebekkanal geführt wird. Nördlich des Isebekkanals werden die Stadtteile Hoheluft-Ost und Hoheluft-West von der Haltestelle erschlossen. Das Kürzel der Station bei der Betreiber-Gesellschaft Hamburger Hochbahn lautet „HO“. Der U-Bahnhof hat täglich 21.551 Ein- und Aussteiger (montags–freitags, 2019).

## Anlage
Der Bahnsteig liegt auf einem Bahndamm westlich der quer verlaufenden Straße Grindelberg, an seinem nordöstlichen Ende befindet sich auf Straßenebene die Eingangshalle. Der Mittelbahnsteig wurde 1926–1928 von 60 auf 90 Meter in südwestlicher Richtung verlängert. Nordöstlich der Station beginnt die Viaduktstrecke, die in der Mitte der Isestraße bis zur Haltestelle Eppendorfer Baum führt.
Zur Haltestelle Eppendorfer Baum sind es 955 Meter, bis zum Bahnhof Schlump 1225 Meter.

## Geschichte
Der U-Bahnhof wurde zusammen mit fünf anderen Stationen auf dem dritten Streckenabschnitt (Kellinghusenstraße bis Millerntor, heutiger Name St. Pauli) der Ringlinie am 25. Mai 1912 eröffnet und bis heute mehrfach modernisiert. Anfang der 1980er Jahre wurde die Eingangshalle mit dem Zugang in zweijähriger Bauzeit umfassend umgebaut. Dabei wurde ein offener Durchgang parallel zum Grindelberg zur Schlankreye hergestellt, hier wurden Läden und ein Schnellimbiss sowie ein Wertmarkenschalter eingerichtet, die Informationseinrichtungen und die Fahrkartenautomaten wurden modernisiert. Die bisher vorhandene einzige Treppe zum Bahnsteig wurde mit einer Rolltreppe (aufwärts) versehen und um eine zweite feste Treppe weiter südwestlich ergänzt. Das Bahnsteigdach wurde modernisiert und verlängert.
Von Januar 2017 bis Mai 2018 wurde die Haltestelle barrierefrei ausgebaut. Dabei wurde ein Aufzug am nordöstlichen Bahnsteigende installiert, der Bahnsteig teilweise erhöht und mit einem Blindenleitsystem versehen.

## Anbindung
Der U-Bahnhof Hoheluftbrücke wird tagsüber im 5-Minuten-Takt angefahren, in der Schwachverkehrszeit im 10-Minuten-Takt und im durchgehenden Nachtverkehr vor Samstagen sowie Sonn- und Feiertagen im 20-Minuten-Takt.
Es besteht ein Übergang zur Hamburger Metrobus-Linie 5 und der Expressbuslinie X35. Zudem hält hier nach Betriebsschluss der U-Bahn die Nachtbuslinie 604.

## Geplante Haltestelle der U5
Die neue Linie U5 soll in Zukunft auch am U-Bahnhof Hoheluftbrücke halten. Dazu soll ein Tunnelbahnhof quer zur Linie U3 nordöstlich der bisherigen Station gebaut werden. Die U5-Anlagen wären in einer Tiefe von 18 Metern unter dem Gelände (bezogen auf die U5-Schienenoberkante). Für den Bau ist der Abbruch und Neubau der Straßenbrücke Hoheluftbrücke nötig.
| Linie | Verlauf |
| ----- | --- |
| U 3   | Barmbek – Saarlandstraße – Borgweg (Stadtpark) – Sierichstraße – Kellinghusenstraße – Eppendorfer Baum – Hoheluftbrücke – Schlump – Sternschanze – Feldstraße (Heiligengeistfeld) – St. Pauli – Landungsbrücken – Baumwall (Elbphilharmonie) – Rödingsmarkt – Rathaus – Mönckebergstraße – Hauptbahnhof Süd – Berliner Tor – Lübecker Straße – Uhlandstraße – Mundsburg – Hamburger Straße – Dehnhaide – Barmbek – (in Planung Fuhlsbüttler Straße –) Habichtstraße – Wandsbek-Gartenstadt |